# 하현 (부탄)

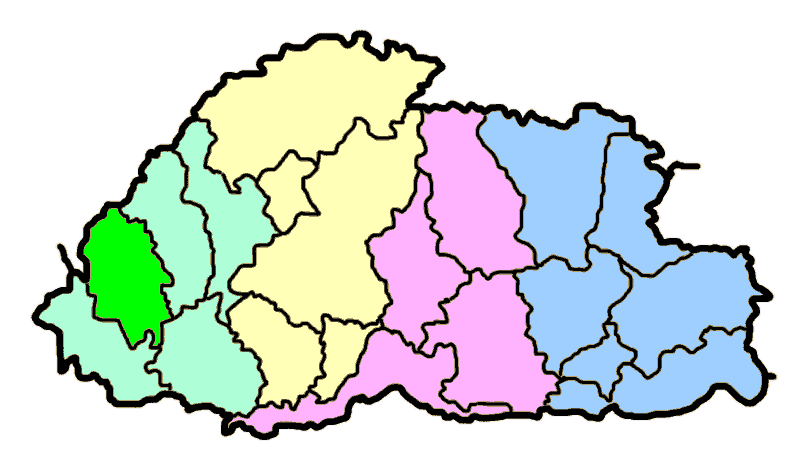
하 현의 위치

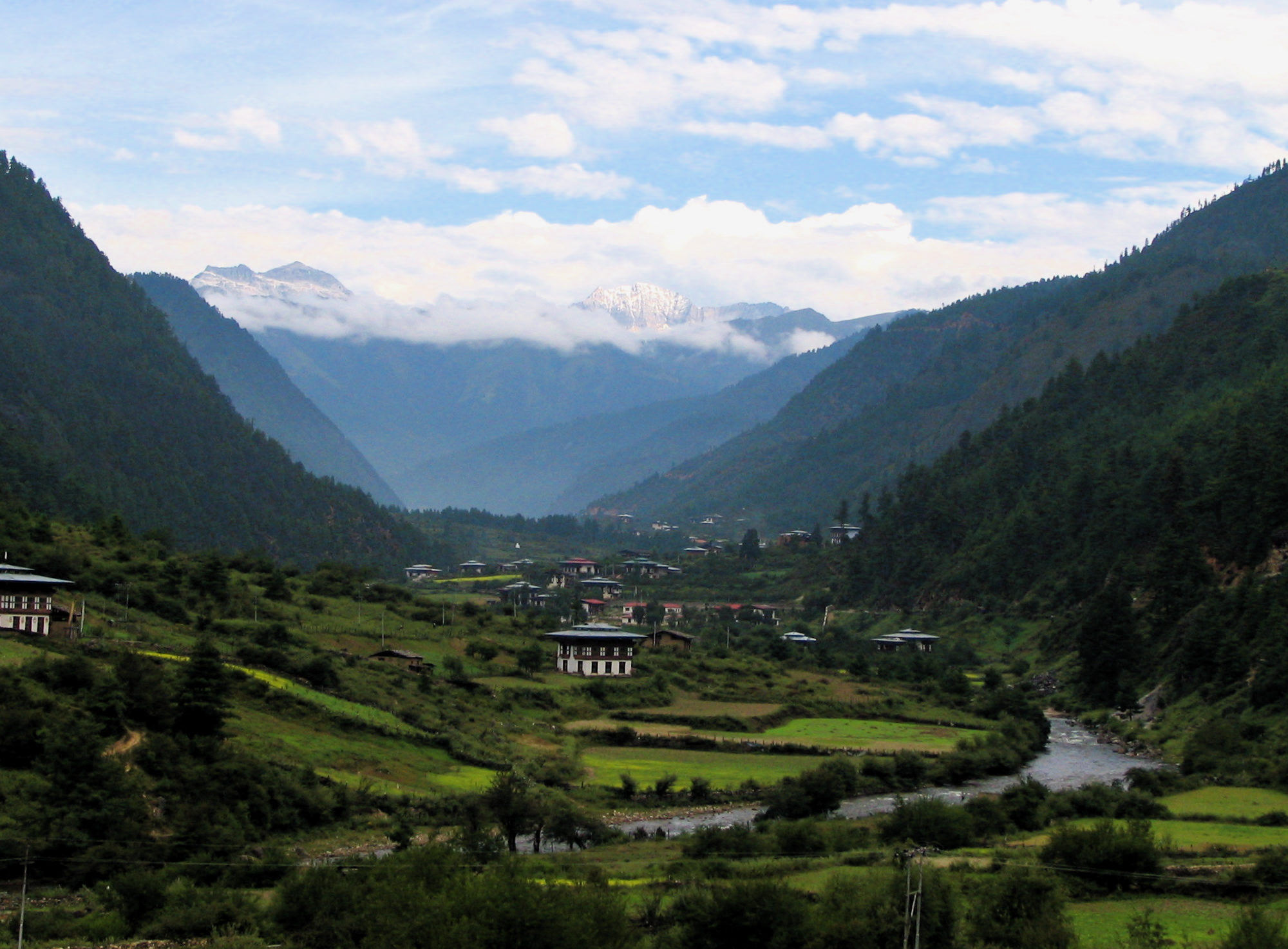
북쪽에서 본 하 계곡 (2006년 9월)

하현(종카어: ཧཱ་རྫོང་ཁག་)은 부탄을 구성하는 20개 현(종카그) 가운데 하나로, 부탄 서부에 위치한다. 현청 소재지는 하이며 면적은 1,319km2, 인구는 11,648명(2005년 기준)이다. 가사 현 다음으로 부탄에서 인구가 두 번째로 적은 현이며 5개 게워그(브지, 카초, 사마, 상바이, 우에수)를 관할한다. 북서쪽으로는 중국 티베트 자치구, 남서쪽으로는 삼체 현, 남동쪽으로는 추카 현, 북동쪽으로는 파로 현과 인접해 있다.

## 같이 보기
- 종카그